# Церква Воскресіння Господнього (Золочів)
Це́рква Воскресі́ння Госпо́днього — православний (ПЦУ) храм у місті Золочеві Львівської області, колишній костел; яскрава історико-архітектурна пам'ятка XVII століття.

## З історії храму
Золочівський храм Воскресіння Господнього, який нині є православною церквою, був споруджений як костел для бернандинів у 1940-х роках за наказом тодішнього власника міста Якова (Якуба) Собеського на честь народження дітей від другого шлюбу з Теофілією з роду Даниловичів.
Храм звели у ренесансному стилі та освятили як храм Успіння Пресвятої Діви Марії і святого Яцка. В криптах храму поховані перша жінка та дві доньки від першого шлюбу Якуба.
В 1691 році костел, дзвіниця, господарські приміщення були знищені великою пожежею в місті. Після цього храм та дзвіницю було відновлено. Зокрема, було виготовлено новий дзвін для храму на пожертву короля Польщі Яна III Собеського. На дзвоні було викарбувано королівський герб і дві медалі з портретами короля Яна ІІІ, його дружини Марії Казимири з латинськими написами та контурами ангелів над ними. 
В 1772 році австро-угорська окупаційна влада закриває монастирі, а золочівський храм Воскресіння Господнього передає католицькій громаді міста. 
У 1838 році католицька та православні громади міста обмінялися храмами, відтак цей храм вже освячений під титулом Воскресіння Господнього, перейшов у розпорядження греко-католицької, а згодом — до православної української громади міста. 
У теперішній час (2020-ті) церква Воскресіння Господнього у Золочеві належить до Золочівського благочиння Львівсько-Сокальської єпархії ПЦУ.
11 січня 2020 року вперше до міста Золочева, а саме у храм Воскресіння Христового привезли мощі святого апостола Андрія Первозванного.

## Галерея

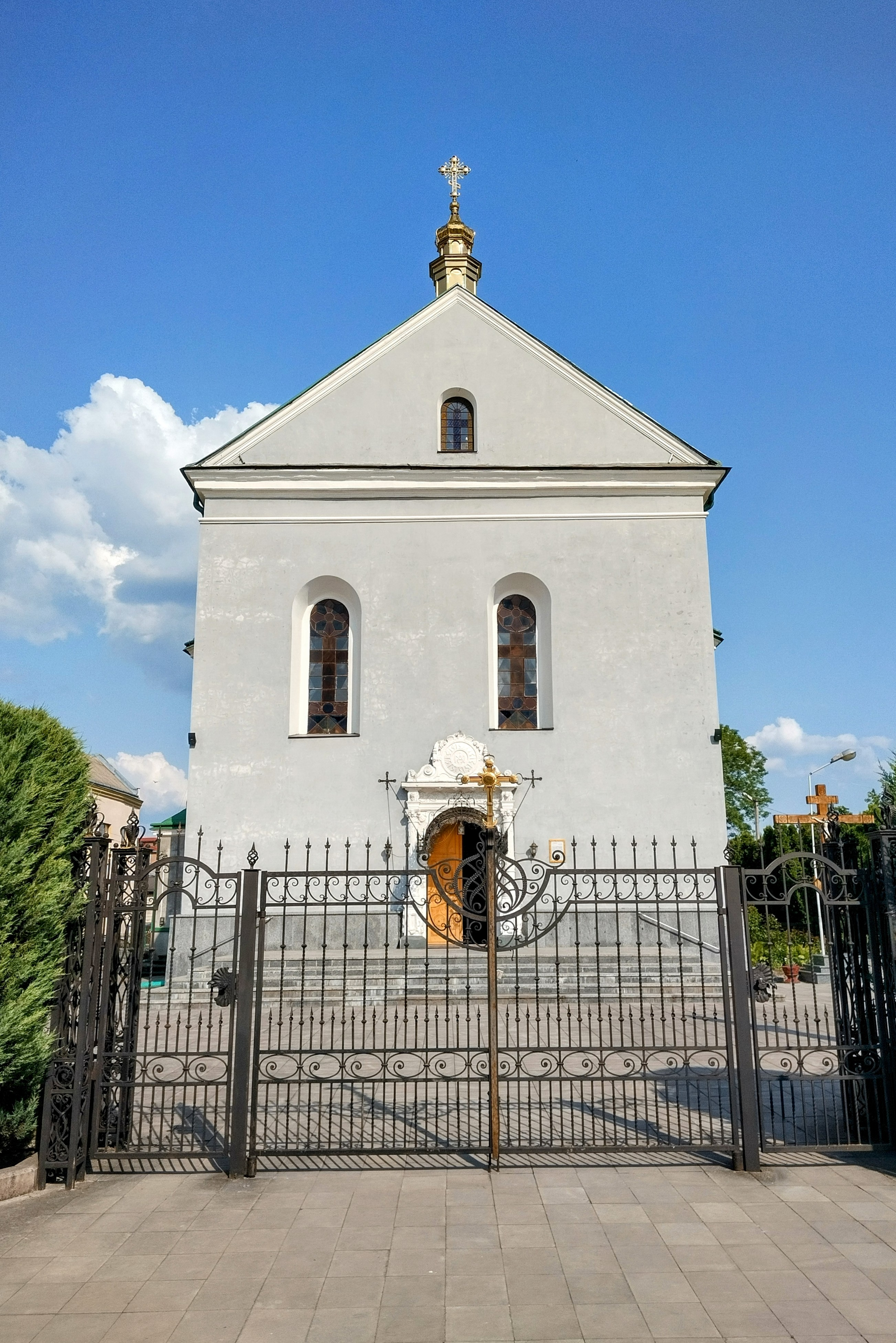
Головний вхід
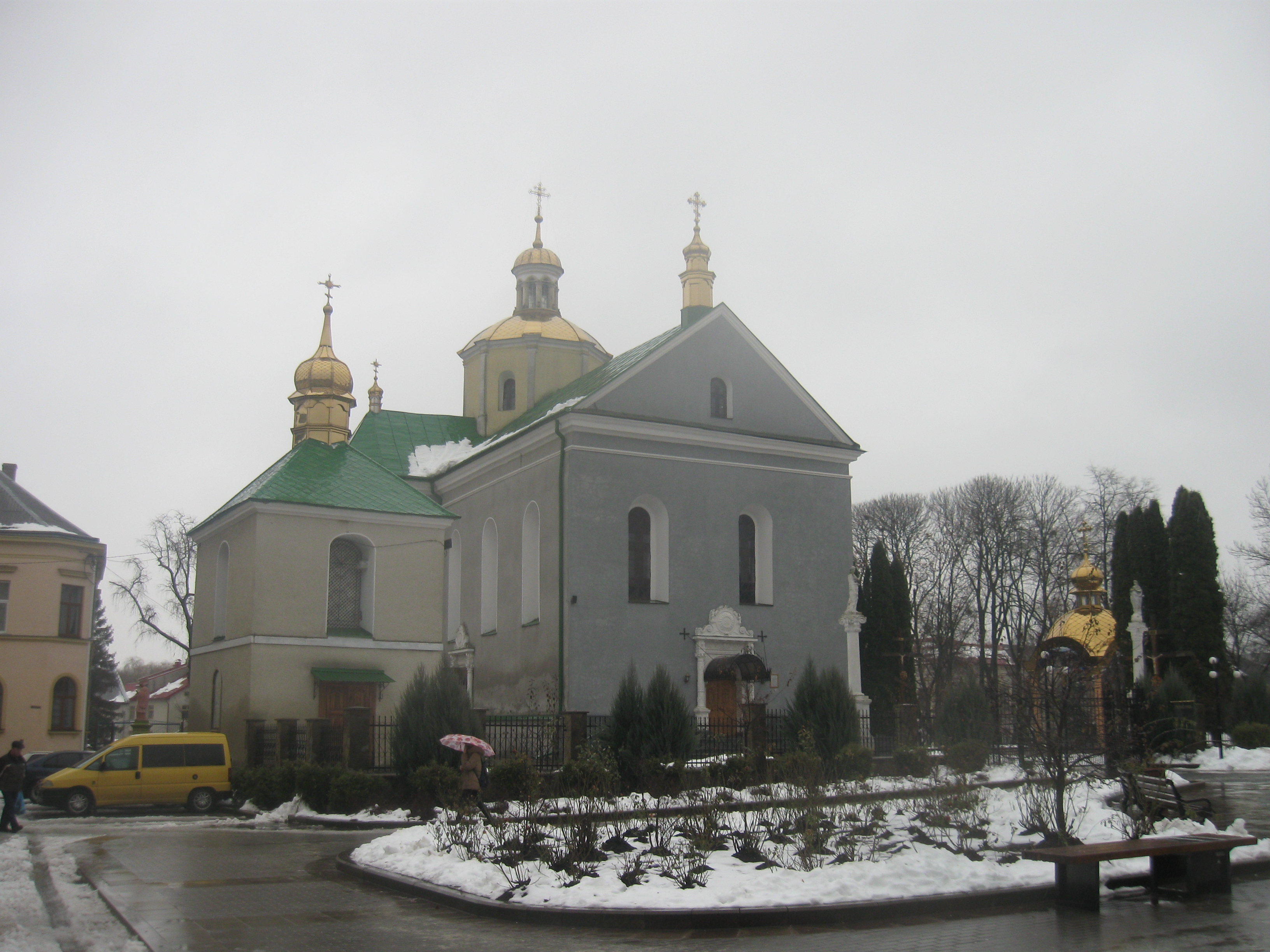
Кутовий вигляд на церкву